# Zapasy na Igrzyskach Panamerykańskich 1975
Zapasy na Igrzyskach Panamerykańskich 1975 odbywały się w Meksyku. W tabeli medalowej tryumfowali zapaśnicy z USA.

## Tabela medalowa
|   | Państwo           |    |    |    | Razem: |
| - | ----------------- | -- | -- | -- | ------ |
| 1 | Stany Zjednoczone | 12 | 6  | 2  | 20     |
| 2 | Kuba              | 5  | 9  | 4  | 18     |
| 3 | Kanada            | 2  | 2  | 5  | 9      |
| 4 | Meksyk            | 1  | 2  | 7  | 10     |
| 5 | Argentyna         | 0  | 1  | 1  | 2      |
| 6 | Panama            | 0  | 0  | 1  | 1      |
|   | razem:            | 20 | 20 | 20 | 60     |

## Wyniki

### W stylu klasycznym
| Waga    | złoty             | srebrny           | brązowy         |
| ------- | ----------------- | ----------------- | --------------- |
| 48 kg   | Sirvano Valdés    | Karloy Kancsar    | Alfredo Olvera  |
| 52 kg   | Bruce Thompson    | Enrique Jiménez   | Raul Trujillo   |
| 57 kg   | Dan Mello         | Leonel Pérez      | Alfredo López   |
| 62 kg   | Howard Stupp      | Gary Alexander    | Julio Gutiérrez |
| 68 kg   | Pat Marcy         | Erasmo Estrada    | John McPhedran  |
| 74 kg   | Idalberto Barban  | Michael Jones     | Segundo Olmedo  |
| 82 kg   | Dan Chandler      | René Vidal        | Juan Flores     |
| 90 kg   | Willie Williams   | Bárbaro Morgan    | Javier Serrano  |
| 100 kg  | Brad Rheingans    | Daniel Verník     | Lupe Lara       |
| +100 kg | William van Worth | Francisco Lonchán | Harry Geris     |

### W stylu wolnym
| Waga    | złoty             | srebrny              | brązowy              |
| ------- | ----------------- | -------------------- | -------------------- |
| 48 kg   | Jorge Frías       | David Cowan          | Miguel Alonso        |
| 52 kg   | Eloy Abreu        | James Haines         | Pablo Gómez          |
| 57 kg   | Jorge Ramos       | Moisés López         | Mark Massery         |
| 62 kg   | Egon Beiler       | José Ramos           | James Humphrey       |
| 68 kg   | Butch Keaser      | Clive Llewellyn      | Daniel Pozo          |
| 74 kg   | Francisco Lebeque | Carl Adams           | James Miller         |
| 82 kg   | Greg Hicks        | Richard Deschatelets | Fernando Goldschmied |
| 90 kg   | Ben Peterson      | Bárbaro Morgan       | Terry Paice          |
| 100 kg  | Russ Hellickson   | Lupe Lara            | Claude Pilon         |
| +100 kg | Michael McCready  | Lázaro Morales       | Carlos Braconi       |